# Vardenis
Pour les articles homonymes, voir Vardenis (Aragatsotn) et Mont Vardenis.
Vardenis (en arménien Վարդենիս ; anciennement Vasakashen) est une ville d'Arménie situé dans le marz de Gegharkunik, au bord du lac Sevan et à 168 km de la capitale Erevan. La ville compte 12 679 habitants en 2008.
Vardenis est traversée par la M11 et la M14.

## Géographie
Située dans la vallée de la rivière Masrik, à une altitude de 2 006 mètres d'altitude, Vardenis est dominée par la chaîne de montagnes de Vardenis, longue de 82 kilomètres.
Le plus haut sommet de la chaîne est le mont Vardenis à 3 522 mètres d'altitude, situé à environ 23 km au sud-ouest de la ville de Vardenis. 
La ville est également bordée au nord par la chaîne de montagnes Sevan. Vardenis est à environ 6 kilomètres  des rives sud-est du lac Sevan.

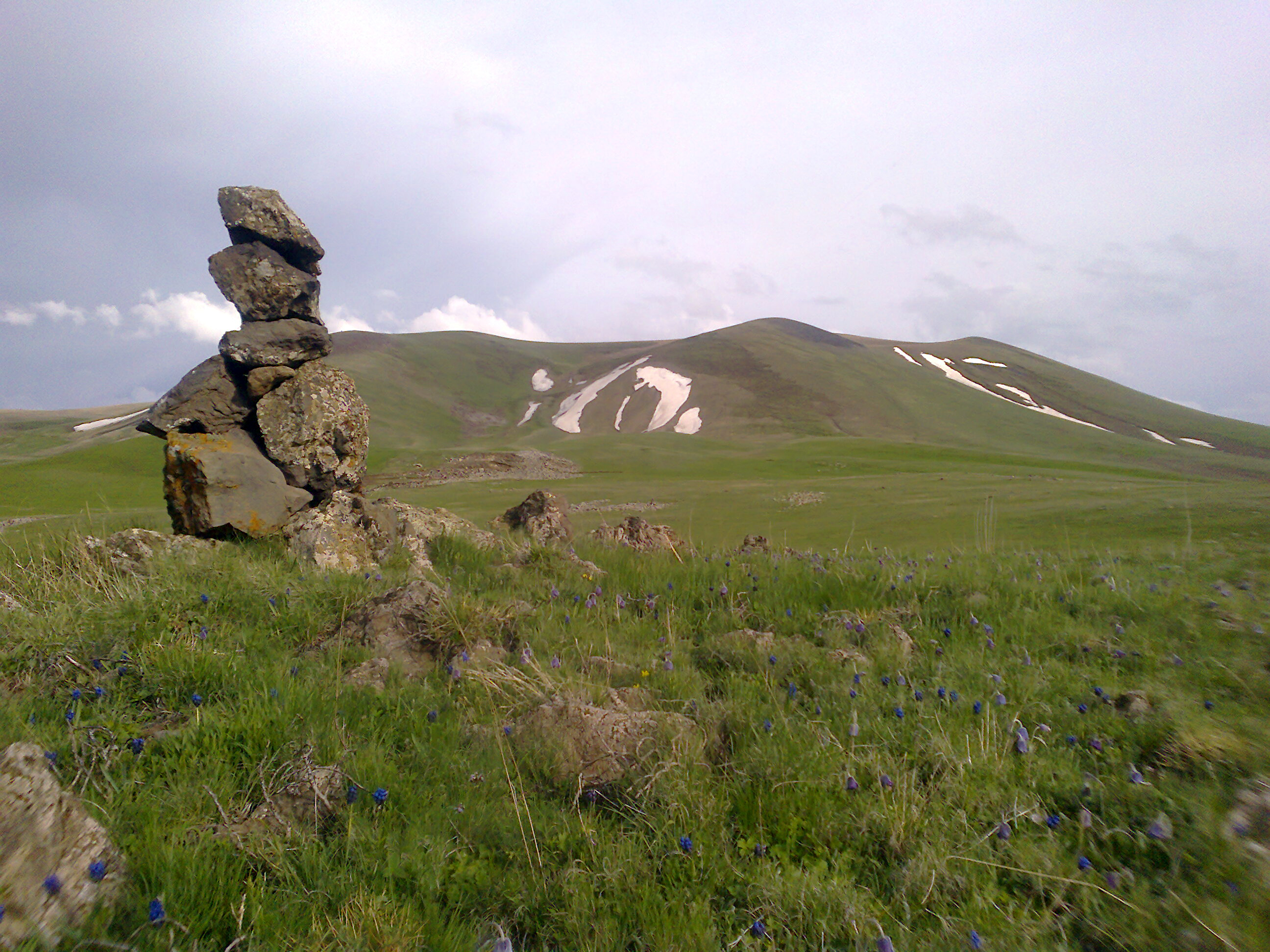
Volcan Sevkar de la montagne Vardenis.
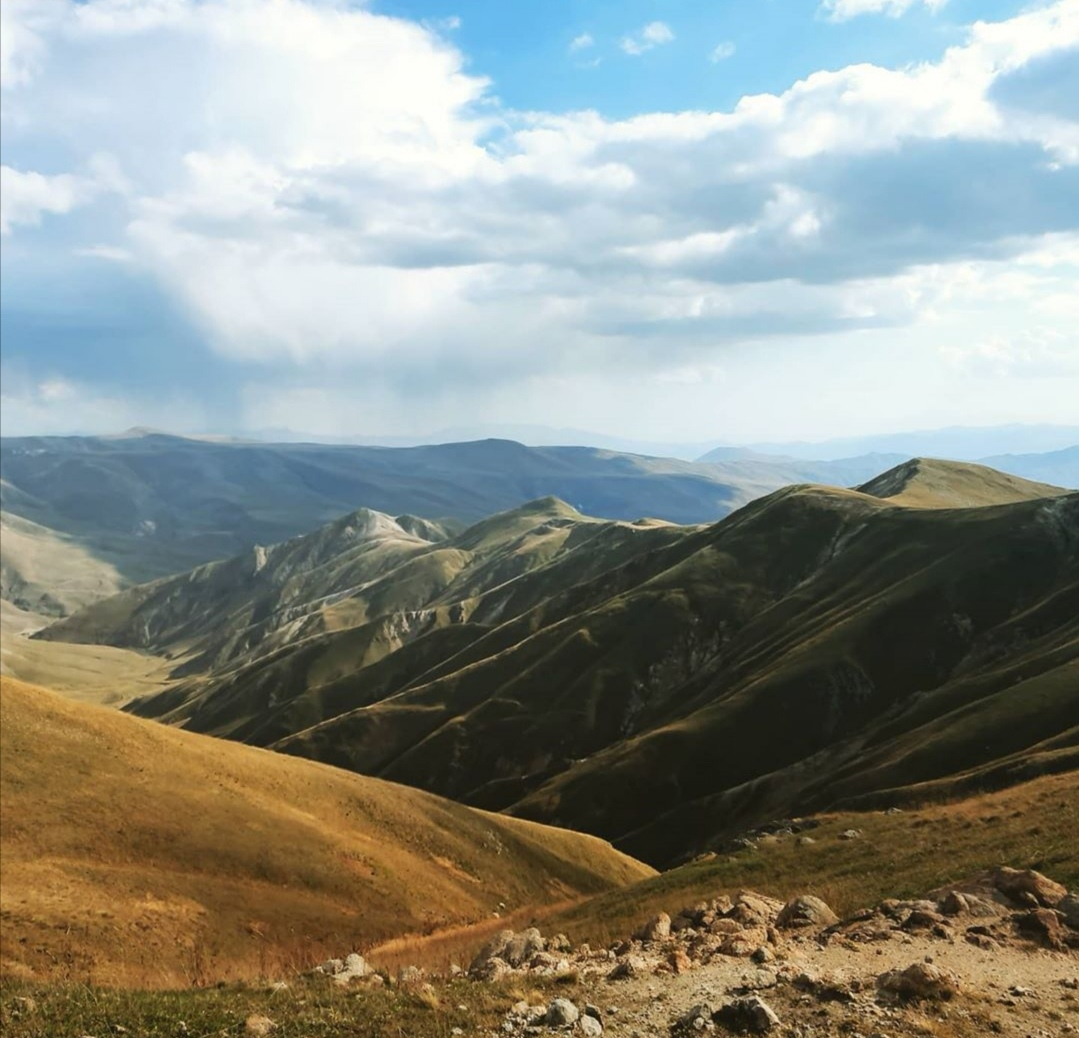
Montagne Vardenis.

## Économie
Son économie a souffert de la guerre du Haut-Karabagh. Elle repose actuellement principalement sur l'industrie manufacturière, mais l'industrie minière est en développement.

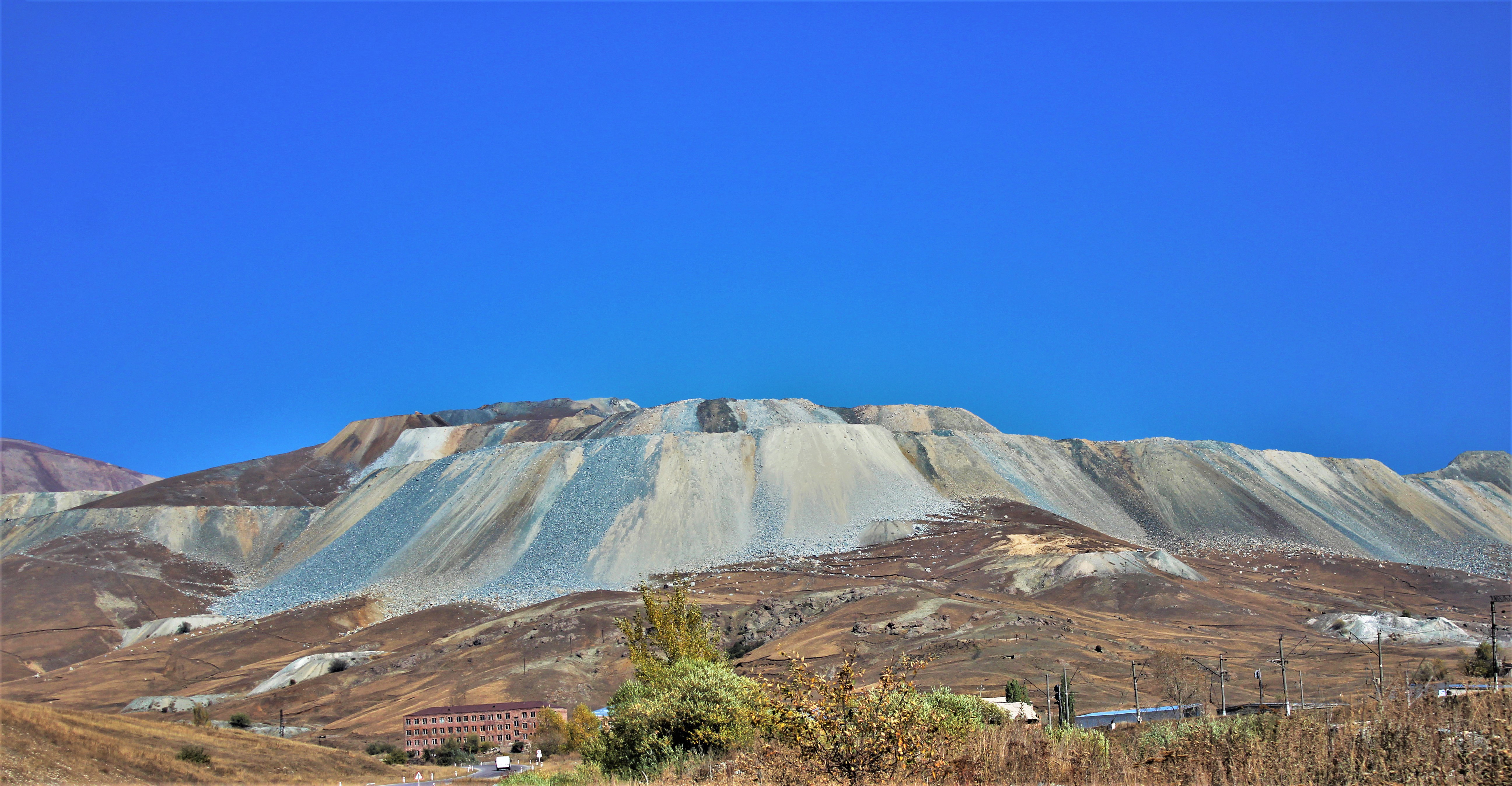
Désastre environnemental provoqué par l'industrie minière dans les montagnes de Vardenis. Octobre 2018.

## Démographie
Depuis 1831, l'évolution démographique de Vardenis a été la suivante :
| 1831 | 1897  | 1926  | 1959  | 1979   |
| ---- | ----- | ----- | ----- | ------ |
| 178  | 2 193 | 3 468 | 6 322 | 11 549 |

| 1989   | 2001   | 2004   | 2015   | 2020   |
| ------ | ------ | ------ | ------ | ------ |
| 13 905 | 12 753 | 12 700 | 12 500 | 12 400 |

| Histogramme de l'évolution démographique de Vardenis |        |
| \| 1831 \| 178 \| \| 1897 \| 2 193 \| \| 1926 \| 3 468 \| \| 1959 \| 6 322 \| \| 1979 \| 11 549 \| \| 1989 \| 13 905 \| \| 2001 \| 12 753 \| \| 2004 \| 12 700 \| \| 2015 \| 12 500 \| \| 2020 \| 12 400 \| |        |
| 1831 | 178    |
| 1897 | 2 193  |
| 1926 | 3 468  |
| 1959 | 6 322  |
| 1979 | 11 549 |
| 1989 | 13 905 |
| 2001 | 12 753 |
| 2004 | 12 700 |
| 2015 | 12 500 |
| 2020 | 12 400 |

## Jumelages
| Ville | Ville             | Pays | Pays   | Période     |
| ----- | ----------------- | ---- | ------ | ----------- |
|       | Romans-sur-Isère, |      | France | depuis 1994 |